# كهف أفيلوفا
كهف أفيلوفا (بالروسية: Ави́лова пеще́ра)، هو الكهف الذي يقع في جبال أفيلوفي في منطقة بيلوكاليتفينسكي في روستوف أوبلاست.